# Deepak Punia
Deepak Punia (Hariana, 1999. május 19. –) indiai szabadfogású birkózó. A 2019-es birkózó-világbajnokságon ezüstérmet nyert 86 kg-os súlycsoportban, szabadfogásban. A 2017-es és a 2016-os Nemzetközösségi bajnokságon egyaránt aranyérmet szerzett 86 kg-os súlycsoportban. A 2017-es Belső-Ázsia Játékokon bronzérmet szerzett 86 kg-ban.

## Sportpályafutása
A 2019-es birkózó-világbajnokságon ezüstérmet szerzett. A döntőt sérülés miatt kénytelen volt feladni, iráni ellenfele Hasszán Jazdani lett volna.